# Call
Els calls o jueries eren les zones habitades antigament per jueus. Segons alguns estudiosos, el nom prové de l'hebreu קָהָל Qahal, «comunitat»; per altres, l'origen es relaciona amb el llatí callis, «pas estret entre dues parets».

## Etimologia
Tradicionalment, els diccionaris han vinculat la definició de la paraula «call» al mot hebreu qahal, que significa «assemblea» o «sinagoga», tal com defensaven investigadors com Joan Coromines. No obstant, estudis posteriors com el de Josep-Ramon Magdalena Nom de Déu (revista Calls, 1987) han defensat que la paraula prové realment del llatí callis, indicant «pas estret i enclotat». Segons l'article de Magdalena Nom de Déu, hi ha documents en català aljamiat que proven que els jueus catalans medievals distingien gràficament el mot català call (קאל, amb el sentit de «barri dels jueus») del mot hebreu qahal (קהל, amb el sentit de «congregació» o «sinagoga»), i que els sefardites fins avui dia empren els registres kal, qahal, qal, etc., amb el sentit unívoc de «reunió», «comunitat» o «sinagoga», però mai amb el significat de «barri dels jueus».

## Història
El nom correspon al de judería en castellà, al d'"aljama" o aljam'a (الجمعه) en àrab i al ghetto en italià. Aquest darrer mot s'ha ampliat amb un significat general de discriminació de qualsevol comunitat. El primer barri específic per als jueus al món va establir-se de forma oficial el 1555.
En general, els calls s'articulaven institucionalment a l'entorn de l'"aljama", que disposava d'una estructura de govern presidida pels secretaris i el seu consell. Molt sovint una aljama exercia la seva autoritat sobre calls menors i sobre els residents dispersos de la seva àrea d'influència.
Entre els principals calls dels territoris de la corona d'Aragó hi havia els de Barcelona, Girona, Lleida, Montblanc, Balaguer, Tortosa, Alacant, Elx, Oriola i Palma (on persistí un tracte discriminatori durant segles: xueta). També n'hi hagué d'altres de menor importància, com ara el de Cardona, el de Valls, el de Tarragona, el de Besalú i el de l'Aleixar.
Si bé els jueus estaven sota la protecció del rei, la discriminació a nivell popular era molt activa, els jueus eren objecte de moltes traves legals com les d'exercir de pagès, de manera que eren empesos a fer feines considerades impures per als cristians, com de metge i prestador. A partir d'un cert moment històric els jueus del call de Perpinyà estaven obligats a portar cosida a la roba l'estrella de David. A Mallorca foren obligats a cosir un tros de roba en forma de roda, mitja groga i mitja roja, anomenada la "rodella" o la "roda dels jueus".
Els calls de Barcelona i de Mallorca, entre molts d'altres, van ser assaltats el 5 d'agost de 1391 en el marc d'un pogrom antijueu i en el segle següent la inquisició espanyola va forçar la desaparició de tota la comunitat jueva catalana.
Les aljames i calls als territoris de la Corona d'Aragó:
| Territori                                     | Comunitat              | Aljama     | Impost |
| --------------------------------------------- | ---------------------- | ---------- | ------ |
| Aljames (1282-1366)                           |                        |            |        |
| Regne d'Aragó                                 |                        |            |        |
| Sarraïns                                      |                        |            |        |
| Saragossa                                     | 190 s.j.               |            |        |
| Albarrasí                                     | 120 s.j.               |            |        |
| Calatayud                                     | 170 s.j.               |            |        |
| Tarassona                                     | 100 s.j.               |            |        |
| Villel                                        | 150 s.j.               |            |        |
| Sant Esteve de Llitera                        | 300 s.j.               |            |        |
| Jueus                                         |                        |            |        |
| Tarassona                                     | 145 s.j.               |            |        |
| Total                                         | Total                  | 1.175 s.j. |        |
| Regne de València                             |                        |            |        |
| Sarraïns                                      |                        |            |        |
| València                                      | 100 s.b.               |            |        |
| Jueus                                         |                        |            |        |
| València                                      | 100 s.b.               |            |        |
| Total                                         | Total                  | 200 s.b.   |        |
| Principat de Catalunya                        |                        |            |        |
| Sarraïns                                      |                        |            |        |
| Barcelona                                     | 700 s.b.               |            |        |
| Lleida                                        | 100 s.b.               |            |        |
| Tortosa                                       | 200 s.b.               |            |        |
| Jueus                                         | Tarragona              |            |        |
| Jueus                                         | Barcelona              | 500 s.b.   |        |
| Jueus                                         | Vilafranca del Penedés | 200 s.b.   |        |
| Jueus                                         | Girona                 | 500 s.b.   |        |
| Jueus                                         | Tortosa                | 4.000 s.b. |        |
| Jueus                                         | Besalú                 | 250 s.b.   |        |
| Total                                         | Total                  | 6.450      |        |
| Assalt i pogrom als Calls de Catalunya (1391) |                        |            |        |
| Aljames (1438)                                |                        |            |        |
| Regne d'Aragó                                 |                        |            |        |
| Sarraïns                                      |                        |            |        |
| Saragossa                                     | 300 s.j.               |            |        |
| Tarassona                                     | 70 s.j.                |            |        |
| Calatayud                                     | 50 s.j.                |            |        |
| Daroca                                        | 50 s.j.                |            |        |
| Teruel                                        | 200 s.j.               |            |        |
| Albarrassí                                    | 150 s.j.               |            |        |
| Calanda                                       | 260 s.j.               |            |        |
| Montsóa                                       | 250 s.j.               |            |        |
| Osca                                          | 200 s.j.               |            |        |
| Concastillo                                   | 100 s.j.               |            |        |
| Suessa                                        | 100 s.j.               |            |        |
| Tormés                                        | 200 s.j.               |            |        |
| Lanuza                                        | 50 s.j.                |            |        |
| Brea                                          | 100 s.j.               |            |        |
| Arizar                                        | 500 s.j.               |            |        |
| Jueus                                         |                        |            |        |
| Saragossa                                     | 300 s.j.               |            |        |
| Alagón                                        | 130 s.j.               |            |        |
| Tarassona                                     | 200 s.j.               |            |        |
| Almúnia                                       | 140 s.j.               |            |        |
| Calatayud                                     | 350 s.j.               |            |        |
| Daroca                                        | 50 s.j.                |            |        |
| Teruel                                        | 160 s.j.               |            |        |
| Albarrassí                                    | 150 s.j.               |            |        |
| Sarinyena                                     | 50 s.j.                |            |        |
| Montsó                                        | 350 s.j.               |            |        |
| Osca                                          | 300 s.j.               |            |        |
| Serós                                         | 100 s.j.               |            |        |
| Exéa de los Caballeros                        | 250 s.j.               |            |        |
| Tauste                                        | 250 s.j.               |            |        |
| Jaca                                          | 200 s.j.               |            |        |
| Barbastre                                     | 400 s.j.               |            |        |
| Fraga                                         | 200 s.j.               |            |        |
| Ruesca                                        | 160 s.j.               |            |        |
| Montclús                                      | 33 s.j.                |            |        |
| Total                                         | Total                  | 6.353 s.j. |        |
| Regne de València                             |                        |            |        |
| Sarraïns                                      |                        |            |        |
| València                                      | 250 s.b.               |            |        |
| Xàtiva                                        | 300 s.b.               |            |        |
| Gallinera                                     | 136 s.b.               |            |        |
| Beniopa                                       | 100 s.b.               |            |        |
| Alara                                         | 120 s.b.               |            |        |
| Vall d'Uixó                                   | 640 s.b.               |            |        |
| Sogorb                                        | 250 s.b.               |            |        |
| Jueus                                         |                        |            |        |
| Castelló                                      | 100 s.b.               |            |        |
| Burriana                                      | 30 s.b.                |            |        |
| Morvedre                                      | 100 s.b.               |            |        |
| Total                                         | Total                  | 2.026 s.b. |        |
| Principat de Catalunya                        |                        |            |        |
| Sarraïns                                      |                        |            |        |
| Tortosa                                       | 500 s.b.               |            |        |
| Cervera                                       | 80 s.b.                |            |        |
| Lleida                                        | 500 s.b.               |            |        |
| Jueus                                         |                        |            |        |
| Girona                                        | 550 s.b.               |            |        |
| Total                                         | Total                  | 1.630 s.b. |        |